# Galope de Gish
O galope de Gish é uma estratégia retórica usada em debates que se concentra em soterrar o oponente com tantos argumentos quanto possível, sem levar em conta a qualidade ou a força dos argumentos. É considerado um tipo de falácia ou meta-falácia. O termo foi cunhado por Eugenie Scott e a partir do nome do criacionista Duane Gish, que usava a técnica frequentemente em debates sobre a Teoria da Evolução.

## Técnica e contramedidas
Durante um galope de Gish, o debatedor profere uma série rápida de falácias, meias-verdades e deturpações em um curto espaço de tempo, o que torna impossível para o oponente refutar a todos dentro do formato de uma debate. Na prática, leva-se muito mais tempo para refutar um mau argumento do que para declará-lo. A técnica gasta todo o tempo do oponente e pode fazer parecer que ele é incapaz de refutar todos os pontos, especialmente para um público não familiarizado com a técnica, especialmente se nenhuma verificação independente estiver envolvida ou se o público não for familiarizado com o assunto sendo debatido.
De modo geral, é mais difícil usar o galope de Gish em um debate estruturado do que em um em formato livre. Se um debatedor sabe que estará diante de um oponente que é conhecido por usar o galope de Gish, ele pode se antecipar e refutar os argumentos conhecidos do oponente primeiro, antes que este possa iniciar o seu galope de Gish.